# 2,4,5-Trichlorphenol
2,4,5-Trichlorphenol ist ein farbloser kristalliner Feststoff mit phenolartigem Geruch. Es gehört zur Stoffgruppe der Trichlorphenole. Es löst sich nur sehr wenig in Wasser (ca. 1,2 g/l). Gut löslich ist die Substanz in unpolaren, organischen Lösungsmitteln (Kohlenwasserstoffen) sowie in Ölen und Fetten. 2,4,5-Trichlorphenol dient zur Herstellung von Hexachlorophen und Pflanzenschutzmitteln (Herbiziden) wie 2,4,5-Trichlorphenoxyessigsäure.

## Herstellung
Der holländische Chemiker Arnold F. Holleman fand, dass beim Erhitzen von 1,2,4,5-Tetrachlorbenzol mit einer Lösung von Natriummethoxid in Methanol neben 2,4,5-Trichlor-1-methoxybenzol (2,4,5-Trichloranisol) das Natriumsalz des 2,4,5-Trichlorphenols gebildet wird, aus dem mit Mineralsäure das Phenol freigesetzt werden kann. Offensichtlich war die Natriummethoxid-Lösung nicht wasserfrei, sondern enthielt Natriumhydroxid. 
Das Natriumsalz des Trichlorphenols entsteht ausschließlich, wenn Natriumhydroxid in Methanol verwendet wird, und die Reaktion bei 160 °C im Autoklaven über mehrere Stunden durchgeführt wird.
Bei höheren Temperaturen kann das giftige 2,3,7,8-Tetrachlordibenzodioxin (TCDD) gebildet werden.

## Verwendung
Wie viele Phenole, vernichtet 2,4,5-Trichlorphenol Pilze und Bakterien. Das Natriumsalz (Sesquihydrat) wurde von der Dow Chemical Company unter dem Namen Dowicide B in den Handel gebracht.